# Ponto-chō
Ponto-chō (先斗町) és un barri hanamachi de Kyōto, al Japó, conegut per les seves geisha i maiko. Té moltes okiya (cases de geisha) i restaurants i cases de te tradicionals. Igual que Gion, Ponto-chō és conegut per la conservació de formes tradicionals d'arquitectura japonesa, com els inuyarai.

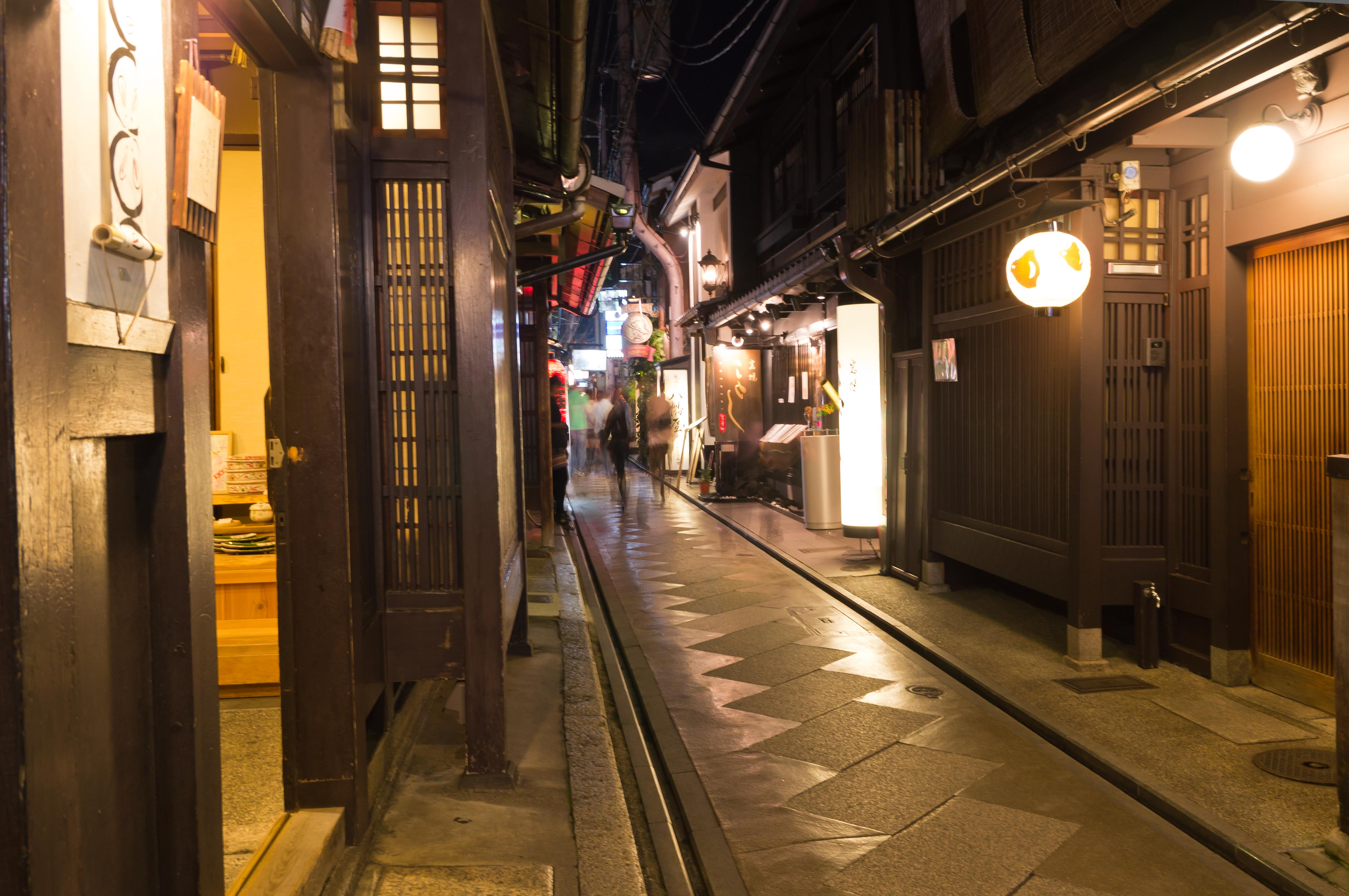
Ponto-chō a la nit

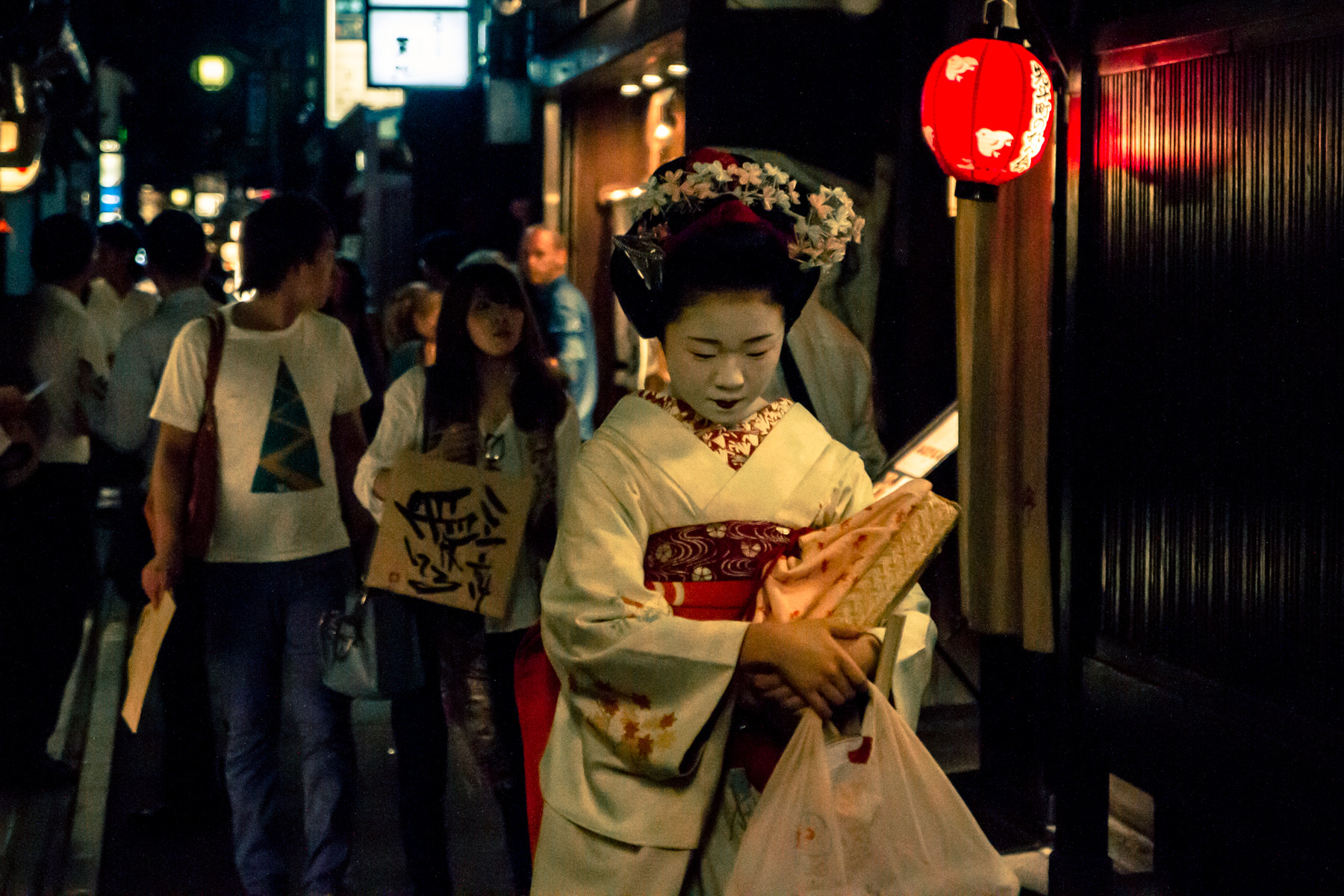
Geisha a Ponto-chō

El seu nom Ponto-chō és un mot creuat format a partir de la paraula portuguesa ponte (pont) i la paraula japonesa -chō, que significa veïnat o carrer.
Ponto-chō com a barri està construït majoritàriament al voltant d'un carreró llarg i estret, que va des de l'avinguda Shijō-dōri fins a Sanjō-dōri, adjacent a la riba oest del riu Kamo. Es troba, per tant, a l'altra banda del riu i molt a prop de Gion, el barri hanamachi més conegut de Kyōto.
Aquest lloc també es coneix tradicionalment com el lloc on va néixer el kabuki com a forma d'art. Per això hi ha una estàtua del fundador del kabuki, Izumo no Okuni, es troba al costat oposat del riu. L'escut del districte és un corriol d'aigua estilitzat, en japonès anomenat chidori .